# Mesorregión del Sudoeste de Mato Grosso del Sur
La mesorregión del Sudoeste de Mato Grosso del Sur es una de las cuatro mesorregiones del estado brasileño de Mato Grosso del Sur. Es formada por la unión de 38 municipios agrupados en tres microrregiones.

## Microrregiones
- Bodoquena
- Dourados
- Iguatemi

- Datos: Q2275039